# Ochotona nubrica
Ochotona nubrica або пискуха нубрійська — вид зайцеподібних гризунів родини Пискухові (Ochotonidae). 

## Опис
Це пискуха середнього розміру. Довжина тіла становить від 14 до 18,4 см. Забарвлення шерсті- піщано-коричневе, схоже на забарвлення пискухи Ройла або тибетської пискухи. Відрізнити один вид від іншого на вигляд складно, зробити це точно можно лише за особливостями черепа. Однак забарвлення нубрійської пискухи трохи світліше. Найбільш світле забарвлення спострігається у пискух, що мешкають в Кашмірі.

## Поширення
Вид мешкає у високогір'ях Гімалайських гір, в Тибеті, на півночі Непалу і в індійському регіоні Ладакх. Зустрічається на висоті від 3000 до 4000 м над рівнем моря.

## Екологія
Середовище проживання нубрійської пискухи представляє собою високогірні пустелі, порослі чагарниками. Загалом відомостей про спосіб життя цього виду пискух небагато. Вид територіальний, формує сімейні групи.

## Систематика
Нубрійська пискуха буда описана в 1922 році зоологом Олдфілдом Томасом, але довгий час вважалася підвидом тибетської пискухи, поки на початку 190-х не була визнана окремим видом.
</references>

## Охорона
МСОП вважає цей вид таким, що не потрубує особливого збереження. Це пов'язано з розповсюдженістю і численністю виду.